# Taraju (Sidangagung)
Taraju is een bestuurslaag in het regentschap Kuningan van de provincie West-Java, Indonesië. Taraju telt 3651 inwoners (volkstelling 2010).